# US-Bangla Airlines
US-Bangla Airlines là một hãng hàng không Bangladesh sở hữu tư nhân có trụ sở tại Dhaka và có trụ sở tại Sân bay quốc tế Shahjalal.

## Lịch sử
US-Bangla bắt đầu hoạt động với các chuyến bay trong nước vào ngày 17 tháng 7 năm 2014. [4] Nó là một chi nhánh của Tập đoàn Hoa Kỳ-Bangla, một công ty liên doanh Hoa Kỳ-Bangladesh. [2] Ban đầu, hãng hàng không đưa ra hai điểm đến trong nước, Chittagong và Jessore từ trung tâm của nó ở Dhaka. [4] Các chuyến bay đến Cox's Bazar từ Dhaka đã được đưa ra vào tháng Tám. Vào tháng 10, hãng hàng không bắt đầu các chuyến bay đến  Saidpur.
Tháng 7 năm 2016, hãng hàng không thông báo kế hoạch đưa hai máy bay Boeing 737-800 đầu tiên vào tháng 9 cùng năm và sau đó sẽ khởi động các tuyến quốc tế mới, ví dụ đến Singapore và Dubai vào cuối năm 2016.
Hãng hàng không US-Bangla đang có kế hoạch mua Airbus A330 hoặc Boeing 777 để bắt đầu hoạt động tới Jeddah và Riyadh.

## Tai nạn và sự cố
- Ngày 4 tháng 9 năm 2015, một trong những chiếc Bombardier Dash 8 Q-402 của hãng hàng không, đăng ký S2-AGU, đã trượt khỏi đường băng tại sân bay Saidpur khi hạ cánh trên một chuyến bay nội địa. Không có báo cáo thương tích.[6][7]
- Chuyến bay 211 của US-Bangla Airlines chở khách quốc tế theo lịch trình của hãng hàng không nàt từ sân bay quốc tế Shahjalal, Dhaka ở Bangladesh tới sân bay quốc tế Tribhuvan, Kathmandu ở Nepal. Vào ngày 12 tháng 3 năm 2018, chiếc máy bay thực hiện chuyến bay này Bombardier Dash 8 Q400, đã bị rơi và bốc cháy.[8]